# Calle de la Florida (Valladolid)
La calle de la Florida es una vía pública de la ciudad española de Valladolid.

## Descripción
La vía, que se abrió algo antes que la calle de Gabilondo, conecta esta calle con el paseo de Zorrilla. Aparece descrita en Las calles de Valladolid de Juan Agapito y Revilla con las siguientes palabras:

Otra calle es esta que se hizo por los tiempos de la de Gabilondo, algo antes, y se la puso el nombre por haber habido por allí huertecillas que, como es natural, daban un agradable aspecto al sitio.
(Agapito y Revilla, 1937, p. 177)